# Kostroma
Kostroma (tiếng Nga: Кострома) là thành phố ở Vùng liên bang Trung tâm Nga, nằm ở hợp lưu của sông Volga và sông Kostroma, được thành lập bởi Yuri Dolgoruky năm 1152, trung tâm hành chính của tỉnh Kostroma. Dân số: 277 393 (năm 2021). Nơi đây có sân bay Kostroma.

## Khí hậu
Kostroma có khí hậu lục địa (Köppen Dfb). Nó có mùa đông dài, rất lạnh và mùa hè ngắn ấm áp.
| Dữ liệu khí hậu của Kostroma            | Dữ liệu khí hậu của Kostroma | Dữ liệu khí hậu của Kostroma | Dữ liệu khí hậu của Kostroma | Dữ liệu khí hậu của Kostroma | Dữ liệu khí hậu của Kostroma | Dữ liệu khí hậu của Kostroma | Dữ liệu khí hậu của Kostroma | Dữ liệu khí hậu của Kostroma | Dữ liệu khí hậu của Kostroma | Dữ liệu khí hậu của Kostroma | Dữ liệu khí hậu của Kostroma | Dữ liệu khí hậu của Kostroma | Dữ liệu khí hậu của Kostroma |
| Tháng                                   | 1                            | 2                            | 3                            | 4                            | 5                            | 6                            | 7                            | 8                            | 9                            | 10                           | 11                           | 12                           | Năm                          |
| --------------------------------------- | ---------------------------- | ---------------------------- | ---------------------------- | ---------------------------- | ---------------------------- | ---------------------------- | ---------------------------- | ---------------------------- | ---------------------------- | ---------------------------- | ---------------------------- | ---------------------------- | ---------------------------- |
| Cao kỉ lục °C (°F)                      | 6.6 (43.9)                   | 7.2 (45.0)                   | 17.9 (64.2)                  | 27.6 (81.7)                  | 32.5 (90.5)                  | 34.5 (94.1)                  | 37.1 (98.8)                  | 37.3 (99.1)                  | 30.2 (86.4)                  | 22.9 (73.2)                  | 13.8 (56.8)                  | 9.4 (48.9)                   | 37.3 (99.1)                  |
| Trung bình ngày tối đa °C (°F)          | −5.9 (21.4)                  | −4.8 (23.4)                  | 1.0 (33.8)                   | 10.2 (50.4)                  | 18.2 (64.8)                  | 21.7 (71.1)                  | 24.2 (75.6)                  | 21.7 (71.1)                  | 15.6 (60.1)                  | 7.7 (45.9)                   | 0.0 (32.0)                   | −4.0 (24.8)                  | 8.8 (47.9)                   |
| Trung bình ngày °C (°F)                 | −8.8 (16.2)                  | −8.2 (17.2)                  | −2.8 (27.0)                  | 5.0 (41.0)                   | 12.3 (54.1)                  | 16.1 (61.0)                  | 18.6 (65.5)                  | 16.3 (61.3)                  | 10.9 (51.6)                  | 4.4 (39.9)                   | −2.3 (27.9)                  | −6.6 (20.1)                  | 4.6 (40.2)                   |
| Tối thiểu trung bình ngày °C (°F)       | −11.8 (10.8)                 | −11.3 (11.7)                 | −6.3 (20.7)                  | 0.8 (33.4)                   | 7.1 (44.8)                   | 11.1 (52.0)                  | 13.7 (56.7)                  | 11.7 (53.1)                  | 7.2 (45.0)                   | 1.8 (35.2)                   | −4.4 (24.1)                  | −9.1 (15.6)                  | 0.9 (33.6)                   |
| Thấp kỉ lục °C (°F)                     | −46.4 (−51.5)                | −39.3 (−38.7)                | −31.1 (−24.0)                | −19.0 (−2.2)                 | −5.5 (22.1)                  | −2.7 (27.1)                  | 3.2 (37.8)                   | 1.3 (34.3)                   | −5.8 (21.6)                  | −21.1 (−6.0)                 | −28.8 (−19.8)                | −44.4 (−47.9)                | −46.4 (−51.5)                |
| Lượng Giáng thủy trung bình mm (inches) | 41 (1.6)                     | 29 (1.1)                     | 31 (1.2)                     | 35 (1.4)                     | 53 (2.1)                     | 74 (2.9)                     | 73 (2.9)                     | 73 (2.9)                     | 56 (2.2)                     | 64 (2.5)                     | 49 (1.9)                     | 40 (1.6)                     | 618 (24.3)                   |
| Số ngày mưa trung bình                  | 6                            | 5                            | 8                            | 14                           | 16                           | 17                           | 16                           | 17                           | 18                           | 18                           | 11                           | 8                            | 154                          |
| Số ngày tuyết rơi trung bình            | 28                           | 24                           | 18                           | 8                            | 1                            | 0.1                          | 0                            | 0                            | 1                            | 7                            | 20                           | 27                           | 134                          |
| Độ ẩm tương đối trung bình (%)          | 87                           | 83                           | 77                           | 68                           | 64                           | 72                           | 74                           | 78                           | 82                           | 86                           | 88                           | 88                           | 79                           |
| Số giờ nắng trung bình tháng            | 33                           | 70                           | 132                          | 184                          | 266                          | 291                          | 282                          | 227                          | 136                          | 65                           | 32                           | 17                           | 1.735                        |
| Nguồn 1: Pogoda.ru.net                  |                              |                              |                              |                              |                              |                              |                              |                              |                              |                              |                              |                              |                              |
| Nguồn 2: NOAA                           |                              |                              |                              |                              |                              |                              |                              |                              |                              |                              |                              |                              |                              |